# Scoglio dello Zio Gennaro
Scoglio dello Zio Gennaro ('U Zu' Innaru in siciliano) è un'isola dell'Italia sita nel mar Ionio, in Sicilia.
Amministrativamente appartiene a Taormina, comune italiano della città metropolitana di Messina. Si trova di fronte alla costa di Mazzarò; ad ovest dello scoglio principale si trova un piccolo scoglio noto ai vecchi pescatori come scoglio dell'elefante per la sua forma simile ad un elefante.